# Émile Duard (acteur)
Ne doit pas être confondu avec Émile Duard.
Pour les articles homonymes, voir Émile Duard (homonymie).
Émile Duard, né le 23 février 1904 à Paris, ville où il est mort le 12 août 1975, est un acteur français spécialisé dans le doublage de films

## Biographie
Fils du comédien Émile Duard (1862-1941)  et de l'actrice Émilienne Dux (1874-1950), Émile Duard naît le 23 février 1904 dans le 9e arrondissement de Paris.
Il meurt le 12 août 1975 au sein de l'hôpital international de l’université de Paris dans le 14e arrondissement.

## Doublage
Les dates correspondent aux sorties initiales des films mais pas forcément aux dates des doublages.
(Liste non exhaustive)

### Cinéma

#### Films
- Frank Ferguson dans :
  - L'Homme au masque de cire (1953) - le médecin légiste
  - Le Tigre du ciel (1955) - Mike
- Barry Kelley dans :
  - L'aigle vole au soleil (1957) - Capitaine Jock Clark
  - Rio Conchos (1964) - Le croupier du 'Presidio'

- 1935 : Capitaine Blood - Le gouverneur Steed (George Hassell)
- 1937 : Laurel et Hardy au Far West - Mickey Finn (James Finlayson)
- 1939 : Pacific Express - Leach Overmile (Lynne Overman)
- 1944 : La Femme aux araignées - Docteur Watson (Nigel Bruce)
- 1950 : Winchester '73 - Jack Riker (John Alexander)
- 1950 : L'Épervier du Nil - Ibrahim (Folco Lulli)
- 1950 : Dallas, ville frontière - Paul Walter (Charles Watts)
- 1950 : L'Aigle du désert - Abdul (Nestor Paiva)
- 1951 : Histoire de détective - le détective Dakis (Bert Freed)
- 1952 : Ivanhoé - clerc de Copmanhurst (Sebastian Cabot)
- 1952 : La Captive aux yeux clairs - Jourdonnais (Stephen Geray)
- 1953 : Stalag 17 - Stanislas Kasava (Robert Strauss)
- 1953 : La Reine vierge - M. Parry (Cecil Kellaway)
- 1953 : Jules César - Popilius Lena (Victor Perry)
- 1954 : Sabrina - Baron Saint-Fontanel (Marcel Dalio)
- 1954 : Quand la marabunta gronde - Capitaine de bateau (Romo Vincent)
- 1954 : Le Secret des Incas - l'homme à la carabine (Kurt Katch)
- 1955 : La Cuisine des anges - Jules (Peter Ustinov)
- 1955 : Madame de Coventry - Médecin (voix)
- 1956 : L'Homme de San Carlos - le Shérif de Tuscon (John Pickard)
- 1956 : Moby Dick - Daggoo (Edric Connor
- 1956 : Les Dix commandements - Korah (Ramsay Hill)
- 1957 : Le Prince et la Danseuse - le directeur du Théâtre de l'Avenue (Charles Victor)
- 1957 : L'Esclave libre - Stuart, propriétaire terrien (Raymond Bailey)
- 1958 : Le Salaire de la violence - Bob Selkirk (Paul Birch)
- 1958 : Le Gaucher - Shérif Moon (Wally Brown)
- 1960 : Les Sept Mercenaires - Chamlee, le croque-mort (Whit Bissell)
- 1960 : La Ruée vers l'Ouest - le juge Neal Hefner (Edgar Buchanan)
- 1960 : Le Serment de Robin des Bois - le juge (Anew McMaster)
- 1960 : Les Pièges de Broadway - Mac, barman (Jack Oakie)
- 1961 : La Vengeance aux deux visages - Lon Dedrick (Slim Pickens)
- 1962 : Les Révoltés du Bounty - William McCoy (Noel Purcell)
- 1962 : Seuls sont les indomptés - le prétendu « révérend » Hoskins (Karl Swenson)
- 1962 : Le Requin harponne Scotland Yard - Sir John (Siegfried Schürenberg)
- 1963 : La Taverne de l'Irlandais - le capitaine Martin (Frank Baker)
- 1963 : Un monde fou, fou, fou, fou - responsable de l'aéroport (Charles Lane)
- 1963 : Maciste contre les Mongols - Bernard (Fedele Gentile)
- 1963 : L'Idole d'Acapulco - M. Harkins (Charles Evans)
- 1964 : Les Sept Voleurs de Chicago - Shérif Octavius Glick (Robert Foulk)
- 1964 : Les Cheyennes - le colonel à Victory Cave (Willis Bouchey)
- 1964 : Le Brigand de la steppe - Yessen Khan (Peter White)
- 1964 : Spartacus et les Dix Gladiateurs - Rizio (William Bird)
- 1965 : L'Appât de l'or noir - Kovacz (Gerhard Frickhöffer)
- 1966 : L'Opération diabolique - Arthur Hamilton (John Randolph)
- 1966 : Gros coup à Dodge City - Dr Scully (Burgess Meredith)
- 1966 : La Grande Combine - O'Brien (Harry Holcombe)
- 1966 : Khartoum - Lord Granville (Michael Hordern)
- 1966 : Navajo Joe - Elmo Reagan (Gianni di Stolffo )
- 1967 : Les Aventures extraordinaires de Cervantes - le Dali Mami (Jose Jaspe)
- 1968 : Un shérif à New York - le shérif McCrea (Tom Tully)
- 1968 : Il était une fois dans l'Ouest - Le charpentier ébéniste de Flagstone (Tullio Palmieri)
- 1969 : Une poignée de plombs - Paul Hammond (Walter Sande)
- 1969 : La Tente rouge - Samoilovich (Grigoriy Gay)
- 1970 : Melinda - Lord Percy (Laurie Main)
- 1971 : Le Cinquième Commando - le capitaine du pavillon commandnat le navire amiral (Patrick Whyte)
- 1973 : Théâtre de sang - Oliver Larding (Robert Coote)
- 1973 : Duel dans la poussière - Jack Bonney (Philip L. Mead)

#### Séries télévisées
- 1960 : Destination Danger , saison 1 :
  - épisode 8 Le Fauteuil roulant - Caldwell (Jack Melford)
  - épisode 25 Le Secret de la marionnette - Le délégué français (Henry Vidon)
  - épisode 38 Le Cadavre ambulant - professeur Hanbury (Bryan Coleman)
- 1967-1974 : L'Homme de fer - Dennis Randall (Gene Lyons)
- 1966-1971 : Cher Oncle Bill - M. Giles, le majordome (Sebastian Cabot)
- 1971-1972 : Amicalement vôtre - Le juge Fulton (Laurence Naismith)